# Гошівська чудотворна ікона Божої Матері
Гошівська чудотворна ікона Божої Матері — чудотворна ікона Божої Матері. Копія Чудотворної Ікони Ченстоховської Матері Божої. Одигітрія. Коронована 28 серпня 2009 року. Шанується греко-католицькою і римо-католицькою церквою. Зберігається в Гошівському монастирі (село Гошів, Долинський район, Івано-Франківської області).

## Опис
Ікона Гошівської Божої Матері — копія Ченстоховської ікони — належала до родини хорунжого Шугая. Під час пожежі, коли все його господарство згоріло дотла, залишилась недоторканою лише одна стіна — на ній висіла ікона. Згодом родина Шугаїв, рятуючись від татарських набігів, перебувала певний час у маєтку Гошовських, відтак і ця ікона змінила власників. В 1736 р. ікона засвітилась великим сяйвом, а потім на обличчі Богородиці залишилась немовби роса, а з очей спливали сльози, що засвідчило багато людей і місцевий священник. Гошовський передав ікону в монастир, а митрополит Лев Шептицький, після проведення церковного розслідування, окремим декретом проголосив її чудотворною. Від того часу ікона Гошівської Богоматері прославилась багатьма чудами, які було детально розслідувані та зафіксовані в спеціальній книзі, та отримала назву «Цариця Карпат».
Наближалося 200-річчя перенесення чудотворної ікони Матері Божої до монастиря — 1937 рік. ікона потребувала відновлення, реставрації. «На лляному полотні розмірами 63,5 х 43 см, — описує автор книги „Цариця Карпатського краю“, — олійними фарбами була намальована Божа Матір з дитятком Ісусом. Обличчя Божої Матері і Дитятка — яснобрунатні, плащ Божої матері — синій, сукня — вишнево-червона, одяг Дитятка Ісуса дещо ясніший, ніж плащ Богородиці, а корони — золотаві…» Згодом срібні оздоблення замінили на золоті, прикрасили коштовним камінням. А митрополит Андрей Шептицький поновив на чудотворній іконі печатки Атанасія Шептицького.

### Коронування Ікони Гошівської Божої Матері
У 2009 р. Папа Римський Бенедикт XVI благословив і освятив золоті корони для Гошівської чудотворної ікони. Апостольська столиця надала Гошівському монастиреві декрет про оголошення його великою Базилікою і прилученням до великих Маріїних відпустових місць Католицької церкви в усьому світі. На Успення Пресвятої Богородиці, 28 серпня, на Ясній горі відбулося коронування ікони Богородиці. Уже майже три століття тисячі паломників моляться біля ікони Матері Божої з думкою про зцілення власної душі й тіла, з проханням заступництва Богородиці для своєї родини, з надією та вірою.

## Історія
Історія чудотворної ікони Матері Божої в Гошеві сягає в далеке минуле, а саме бере свій початок від 1704–1705 рр., коли шляхтич Андрій Шугай перебував у м. Олаві Польща і купив там дві копії чудотворної ікони Ченстоховської Матері Божої. Одну копію він подарував своякові Журавлевичу, а другу залишив у себе. Одного разу, коли горів дім Шугаїв, згоріло все, окрім ікони та стіни, на якій вона висіла.
Далі ікона потрапила в родину шляхтича Миколи Марковича Гошовського. І тут також сталося чудо — ікона засяяла неземним світлом, з очей Матері Божої капали сльози. Про побачене очевидці склали свідчення перед Львівським єпископом Атанасієм Шептицьким, який після детального розгляду справи своєю грамотою від 11 липня 1737 р. визнав ікону чудотворною і наказав Гошовському перенести її в монастирську церкву о. Василіян, що на Ясній Горі в Гошеві.
5 серпня 1737 р. ікону урочисто перенесено. Тільки до кін. XVIII ст. у літописі монастиря вже було зафіксовано 117 чудес через заступництво Божої Матері в Гошеві.
1 червня 1950 р. ікону конфіскували співробітники Станіславського УМДБ. Від того часу немає відомостей про місце перебування оригіналу чудотворної ікони.
Тепер маємо першу копію, датовану кінцем ХІХ ст. Віднайшов цю ікону і передав 12 липня 2001 р. о. Василіянам в м.Івано-Франківську добродій п. Володимир. Урочисте перенесення ікони на Ясну Гору відбулося в Празник Покрову Пресвятої Богородиці 14 жовтня 2001 року.

## Деякі з історичних чудес
1. Дня 5 серпня 1737 р. Кунегунда Садовська, з дому Попель, смертельно хвора, коли лікарі втратили всяку надію на її одужання, виздоровіла в одній хвилині, коли її муж пішов до Гошівської церкви отців василіян, і, лежачи хрестом перед чудотворною іконою просив Пречисту Діву Марію про одужання своєї дружини.
2. Дня 12 квітня 1743 р. привезли до Гошівської церкви розумово хворого Степана Лучковича. Під час молитви його родичів перед чудотворною іконою Пречистої, до хворого повернувся ум і він став повністю здоровим.
3. Отець Яків Колачківський, парох Дашави, хворий на ноги, мусив ходити на милицях, коли прийшов до Гошівської церкви, відложив милиці, упав на землю і, лежачи хрестом, сердечно молився перед чудотворною іконою. По молитві встав зовсім здоровим і без милиць вернувся додому.
4. Дня 4 липня 1770 р. їхала до Гошева Марія Кульчицька. І коли напувала в ріці коні, несподівано одна дитина впала з воза і втопилася. Нещасна мати взяла на руки мертву дитину, занесла її до церкви і, впавши на коліна перед чудотворною іконою Божої Матері, сердечно молилася. Коли встала від молитви, не знала з радості, що має робити, бо мертва дитина ожила і весело махала ручками до зворушеної мами.
Церква отців василіян на Ясній Горі дуже потерпіла під час останньої війни, а саме з 5 на 6 серпня 1944 р., коли радянська влада почала ліквідовувати василіянські монастирі в Галичині, отці й брати Гошівської василіянської обителі, що за Божою ласкою протрималися аж до 1951 року, потайки дали чудотворну ікону на збереження жителям с. Гошів. У липні 2001 року гошівчани передали збережену ікону монахам Василіянам в Івано-Франківський монастир.
Відтак були організовані урочисті процесії з цією чудотворною іконою Матері Божої через численні міста і села Львівщини та Івано-Франківщини з 30 вересня до 14 жовтня 2001 року. Після цього її остаточно встановили у василіянському храмі Преображення Господнього на Ясній горі у Гошеві.

## Дев'ятниця до Божої матері з дитятком на Гошівськійчудотворній іконі
«Спонукані турботами сучасної доби, шукаємо захисту у Твоїх обіймах з надією, що в Твоєму люблячому Серці знайдемо заспокоєння наших гарячих бажань і безпечну пристань перед бурями, які на нас з усіх сторін натискають…». Так молився Папа Пій XII до Цієї, що є Заступницею і надією всіх християн.

### І день
Пресвята Діва Марія — Мати Живого Бога.
Пресвята Діва Марія є Матір'ю нашого Господа Ісуса. Ісус Христос — всемогутній Бог. Як найкращий Син, Він любить свою Найсвятішу Матінку і не може відмовити, коли Вона Його про щось попросить. А особливо, коли Пресвята Богоматір благає про ласки для нас. Тому уповаймо на її силу й просімо про потреби наших душ і тіл. Молімо щиро, з віддаванням святій Божій волі — і одержимо.
Молитва
О найсвятіша і найдорожча Богородице на чудотворній Гошівській іконі! Сам Ісус зробив Тебе своєю Матір'ю і нашою посередницею, щоб Ти за нас перед Ним заступалася. Знаєш, Пресвята Діво, чого мені потрібно, тому прошу Тебе:… Не пам'ятай моїх гріхів, а побач мої щирі сльози, з якими перед Тобою стою. Матінко нашого Спасителя, будь милостива до мене і виблагай у свого Сина те, про що так щиро молю, щоб міг (могла) усім серцем славити Твою любов, доброту і силу.
Амінь.
Богородице Діво…(3 рази).

### II день
Пресвята Діва Марія — наша Мати
«Оце Матір твоя». За Матінку Пресвяту Діву Марію дав нам сам Ісус. Вона нас любить, втішає, спасає, розуміє наші біди і наші слабкості, турбується про нас. Богородиця хоче й може допомогти тим, що люблять її і заносять до Неї свої молитви. А хто не любить Приснодіви? Адже хто б у Неї не просив, кожен дістає допомогу. Вона найперша може нам допомогти. Тому святі, вірні — увесь світ — до Неї звертаються, а за ласки й чуда прославляють її. Чинімо це і ми, щиро й з упованням, тоді Цариця Неба і землі вислухає нас і випросить у Бога те, чого нам потрібно.
Молитва
О найдобріша й найчутливіша Матінко моя Небесна на чудотворній Гошівській іконі! Ти маєш чуйне й любляче Серце для мене, хоч грішний (грішна) на це не заслуговую. Але як Твоя бідна дитина благаю: змилуйся наді мною, прости мене і подай те, що на колінах у Тебе прошу: …
Вислухай це моє прохання і будь мені Матір'ю до останньої хвилини мого земного життя й у Вічності.
Амінь
Богородице Діво…(3 рази).

### III день
Пресвята Діва Марія — взірець християнського життя
Наше земне життя — це шлях, ідучи яким, ми повинні осягнути найвищу ціль — Небо, де нас чекає Вічне щастя, якщо на це заслужимо своєю святістю. А святість залежить від того, наскільки вишколені будемо в християнських чеснотах.
Найбільшою святістю, після Ісуса, вирізнялася серед людей Пречиста Діва Марія: кожна чеснота була їй притаманна. Маймо Пресвяту Богородицю за взірець християнського життя і наслідуймо її.
Молитва
О найсвятіша і найдосконаліша Богоматере і наша Небесна Матінко на чудотворній Гошівській іконі, керуй нашим життям, стережи нас і захищай, допомагай нам, щоб ми жили, як Твої діти, а в наших потребах, зокрема, про що в Тебе прошу, …вислухай і допоможи, Приснодіво. Не відмов, бо не може відмовити Матінка, у цьому, о ласкава, о милостива, о солодка Діво Маріє.
Амінь
Богородице Діво…(3 рази).

### IV день
Пресвята Діва Марія — Матінка вбогих і потребуючих
У своєму земному житті Богородиця, як і її Син, наш Спаситель, була дуже вбогою. Тому Вона найбільше й найкраще відчуває наші біди й потреби. Тепер Вона є Царицею світу і в пресвяте ім'я Ісуса роздає всілякі ласки й дари Неба. Тому взиваємо до Неї про допомогу, якої Богородиця, за молитвами святих, ніколи не відмовляє. Поручімо себе нашій Небесній Неньці в усіх бідах і потребах, — і Вона як Матір не відмовить своїм дітям.
Молитва
О наша найдорожча Матінко, Ти виявляєш свою любов і милосердя до тих, котрі прибігають під Твій покров у життєвих нещастях і турботах! До Тебе на чудотворній Гошівській іконі заносимо наші прохання, щоб нас милостиво порятувала, навчила сприймати нашу вбогість без нарікань і заздрощів до багатих. Допоможи нам, о Пречиста Діво, осягнути Небесні скарби.
Амінь
Богородице Діво…(3 рази).

### V день
Пресвята Діва Марія — утішителька страждаючих
Хто з нас не має якихось терпінь? І батьки, і діти, і бідні, і багаті — не позбавлений цього ніхто. У стражданнях шукаємо розради. Пресвята Богородиця — наша утішителька. Так її називає Церква, і ми, коли в своїх потребах до Неї звертаємося, поміч дістаємо. її милосердні очі шукають те, що може нас потішити і допомогти. Прибігаймо до Богородиці у щирих і постійних молитвах.
Молитва
О вселаскава Богородице на чудотворній Гошівській іконі! Багатьох Ти вже потішила, витерла сльози болю тим, що перед Твоїм святим образом шукали помочі, — і знайшли її. Прибігаю до Тебе і я з проханням: … Потіш мене, вислухай і порятуй. Ти, Пресвята Діво, все можеш, для Тебе це не є складно, а мені так цього потрібно! Обіцяю ще більше ширити Твою славу і велич Твого Сина. Потіш мене, вселаскава й милостива Мати. Уповаю на Тебе, Царице Небесна, і вірю, що ніколи мене не покинеш.
Амінь
Богородице Діво…(3 рази).

### VI день
Пресвята Діва Марія — помічниця вірних
Так, часто про щось у Бога просимо, але не дістаємо. «Погано просимо», — каже святий Яків, або в хиткій вірі й мало уповаючи, чи не так щиро, як навчає нас Ісус Христос. Можливо, коли в Господа просимо, не є гідні бути вислуханими і не шукаємо заступництва у святих, наших посередників. А Пресвята Діва Марія — найбільша посередниця між Господом та нами.
Недарма Церква величає її помічницею вірних. Просімо через Неї — і дістанемо.
Молитва
До тебе, о моя Матінко на чудотворній Гошівській іконі, прибігаю, з усім тим, що мене турбує, зі своїми духовними й фізичними недосконалостями. Допоможи, порятуй і втіш мене, вислухай моє прохання: … О помічнице вірних, подай свою допомогу мені тепер, будь ласкава до мене завжди, коли б тільки до Тебе, всемилостива, не звертався (не зверталася).
Амінь
Богородице Діво…(3 рази).

### VII день
Пресвята Діва Марія — опікунка покинутих і самотніх
Сумна і тяжка доля самотніх, удів, сиріт — нікого на світі, крім Бога, Небесного Отця. Та маємо ще найдобрішу, найсердечнішу опікунку, яка пам'ятає про кожного, — Пресвяту Богородицю. Нікому не відмовляє Вона в допомозі. Пам'ятаймо про це і просімо заступництва в Матері Божої.
Молитва
О моя Небесна Матінко на чудотворній Гошівській іконі! Ти є Матір'ю усіх людей, також і моєю. Хто може краще турбуватися про дитину, як не мати? Ти є нашою Матір'ю — вцевладною. З упованням і довір'ям віддаю себе під Твою опіку. Вірю і знаю, що мене не покинеш.
Амінь
Богородице Діво…(3 рази).

### VIII день
Пресвята Діва Марія — пристановище грішників
Ми, люди, слабкі й грішні. Хтось ображає Бога більше, хтось — менше. Господь любить нас, своїх дітей, але Він також справедливий, тому за добро винагороджує, а за гріхи карає. Не можемо ображати нашого Небесного Отця. Якщо ж образили, то повинні просити в Нього прощення. Робімо це через нашу Приснодіву Марію. Господь і Церква звеличує її, як пристановище грішників. Вона заступається за нас уже багато літ, навертає грішників і єднає з Богом.
Молитва
О Пречиста Діво Маріє на чудотворній Гошівській іконі, наша Матінко!
У щирій скруті серця складаю до Твоїх стіп свої провини. Виблагай у свого Сина Боже милосердя і прощення для мене. Обіцяю вірно служити Тобі і моєму Господеві. Пресвята Богородице, Матінко найдорожча, виблагай у Бога і ту ласку, про яку молю:…
Амінь
Богородице Діво…(3 рази).

### IX день
Пресвята Діва Марія — опікунка помираючих
Усі люди — смертні. А час смерті є найважливіший, бо від цього залежить чи піде людина навіки в Боже Царство, чи в пекло. Життя повинно бути приготуванням до смерті, гідної християнина. Самі досягти цього ми неспроможні. Пресвята Богородиця, набожність до Неї допомагає нам жити праведно й гідно померти. Просімо щоденно її про те, щоб у час нашої смерті була біля нас, боронила від спокус злого духа й заступилася за нас, грішних, перед суворим Божим судом.
Молитва
О найсвятіша, Царице світу на чудотворній Гошівській іконі! Ти знаєш, що моє вічне щастя залежить від гідної смерті. Пам'ятаючи про мученицьку смерть Ісуса і Твоє благословенне успіння, прошу: виблагай мені гідну християнина (християнки) смерть і доведи мою душу до Небесного Царства, де за всі ласки й добродійства, що дістав (дістала) і дістану від Бога за Твоїми молитвами, Тобі, Пресвята Богородице, дякуватиму і любитиму Тебе усю Вічність, а також за ту ласку, якщо дістану, про яку молю у цій дев'ятниці: …
Амінь
Богородице Діво…(3 рази).
Загальна молитва до Пресвятої Богородиці з Дитятком на чудотворній Гошівській іконі.
О Пресвята Діво Маріє на чудотворній Гошівській іконі! Ти після Бога є моєю утішителькою. Приходжу до Тебе зі сповненим серця упованням, як дитина до найдорожчої Матері. Віддаю себе до Твоїх стіп, і хоч не гідний (не гідна), насмілююся в покорі молити Тебе, щоб Ти випросила у свого Сина, мого Спасителя, милосердя не зважати на мої гріхи, виблагала потішити мене в земних смутках і турботах. Вислухай, найдобріша Небесна Матінко, мої прохання, які до Твоїх стіп у цій дев'ятниці складаю: …
Багато чудес діялося перед цією чудотворною іконою у місці, вибраному Тобою. Безліч хворих Ти підняла з постелі недуги, Божа цілителько, багатьом плачучим витерла сльози і влила в їхні зболені серця бальзам утіхи, рятівнице світу. Маю благу надію на Твою поміч, вірю, що не відкинеш цих прохань і не покинеш мене в тому тяжкому становищі, як милосердна Мати, утішителька страждаючих і пристановище грішників, покриєш мене своїм святим Омофором, опікуватимешся мною завжди і особливо в час моєї смерті.
Амінь

## Галерея

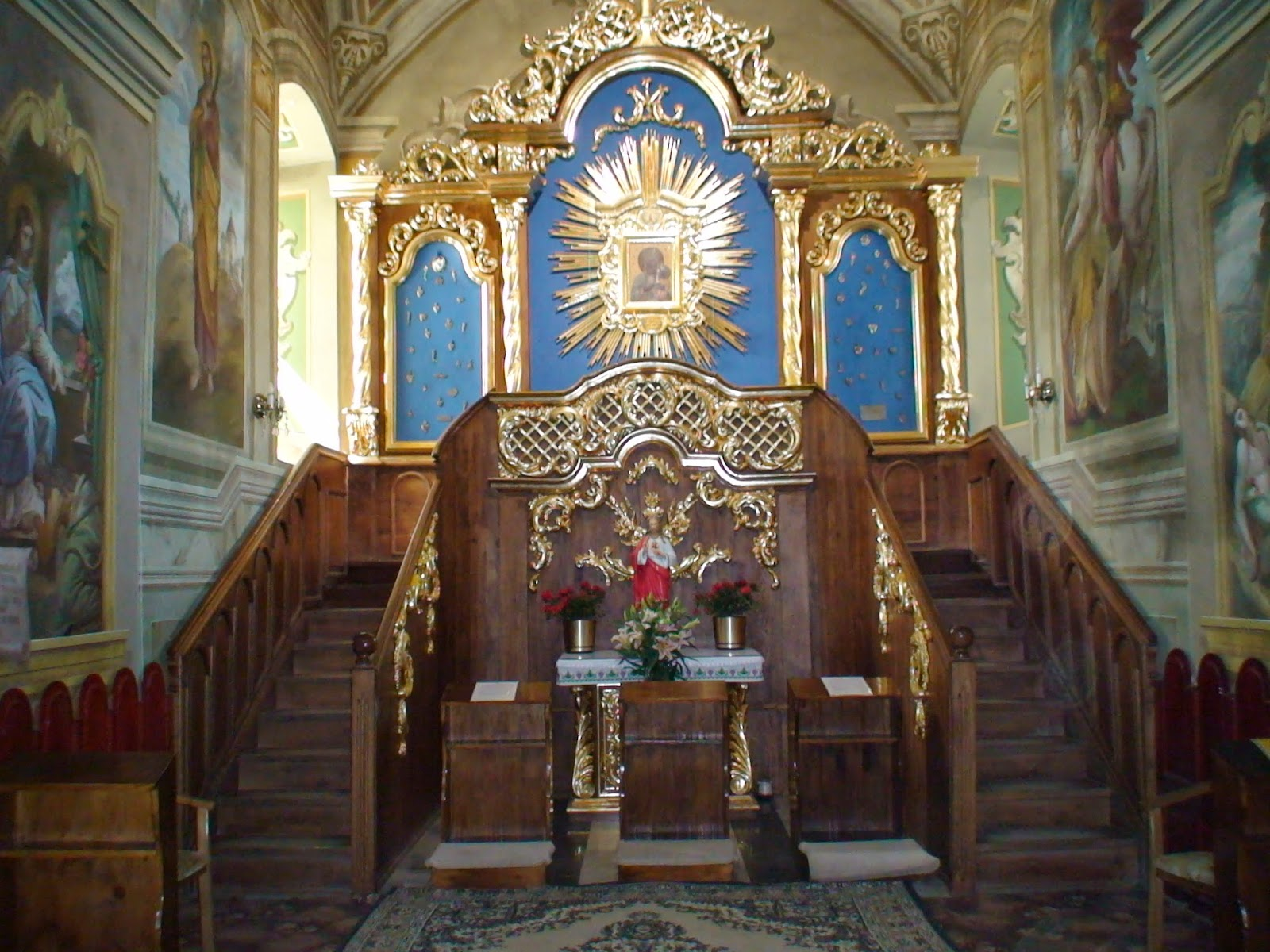
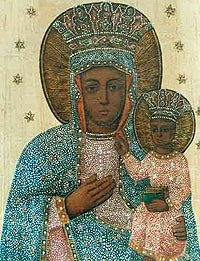
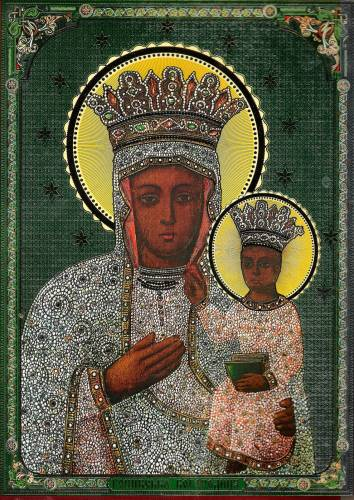